# عايدة الزدجالي
عايدة الزدجالي مذيعة عمانية في إذاعة وتلفزيون سلطنة عمان وهي من مواليد العاصمة مسقط.حاصلة على بكالوريوس لغة عربية من كلية التربية جامعة الكويت عام 2002 م. عملت كمعدة ومقدمة برامج تربوية من سنة 2002 وحتى الآن وقارئة نشرات أخبار من 2005 وحتى الآن. من أهم البرامج التي عرفها الجمهور من خلالها برنامج «عمان في أسبوع» وأيضا برنامج «على السحور» الذي يعرض في شهر رمضان الكريم.
خلال عملها في المجال الإعلامي قدمت عايدة العديد من البرامج الاذاعية منها كتابات أخرى وعين على السنما وصباح الياسمين ونافذة للصباح وأمكنة في ذاكرة الأدباء والخيل عند العرب وأشواق الصباح وغيرها. أما تلفزيونيا فقد قدمت مجموعة من البرامج منها مرايا تربوية ودرس على الهواء وقهوة الصباح ومع الأوائل والحصاد السنوي وغيرها.
كما قامت بتغطية العديد من المناسبات المهمة منها تسليم جائزة السلطان قابوس لحماية البيئة 2007 في العاصمة المجرية بودابست والمهرجان الخليجي الأول للعمل الاجتماعي 2008م في امارة الشارقة بدولة الإمارات العربية المتحدة وقمة مجلس التعاون لدول الخليج العربية التاسعة والعشرين والتي عقدت في مسقط 2008.